# بيكوس (بيرانشهر)
بيكوس هي قرية في مقاطعة بيرانشهر، إيران. يقدر عدد سكانها بـ 693 نسمة بحسب إحصاء 2016.